# Traité de Rhandeia
Le traité de Rhandeia est signé en 63 par les Parthes et l'Empire romain, à l'issue d'une guerre arméno-romano-parthe qui avait pris naissance deux ans auparavant. Il est la suite de la défaite que les Romains subirent à la bataille de Rhandeia en 62.
Le roi parthe Vologèse Ier tente de réinstaller son frère Tiridate Ier d'Arménie sur le trône arménien. Il saisit l'occasion d'une invasion du nord de l'Adiabène par le roi client des Romains, Tigrane VI. Il envoie une armée adiabéno-parthe faire le siège de Tigranocerte, mais celle-ci connaissant des difficultés d'approvisionnement se retire (61). L'année suivante, la grande armée de Vologèse Ier parvient à enfermer Lucius Caesennius Paetus, légat de Cappadoce dans la ville de Rhandeia avec deux légions. Celles-ci sont quasiment anéanties ou se dispersent. Bien que Corbulon vienne avec une armée au secours de Paetius, celui-ci passe un accord avec Vologèse : il pourra retourner en Cappadoce avec le reste de son armée, à condition qu'il s'engage à ce que toutes les forces romaines soient retirées d'Arménie. Les troupes romaines sont même contraintes de faire un triomphe à Vologèse.
L'année suivante, après quelques opérations en Arménie, Corbulon, Tiridate, Vologèse et Monobaze II d'Adiabène se rencontrent dans la ville même où avait eu la bataille décisive l'année précédente. Un accord est passé, désormais les rois d'Arménie seront Arsacides mais devront rendre hommage à l'empereur de Rome.
En 66 Tiridate, le nouveau roi d'Arménie, traverse l'Empire romain de l'Euphrate jusqu'à Rome pour y être couronné par Néron. Son équipée comprenant de nombreux vassaux et 3 000 cavaliers, se transforme en une marche triomphale.

## La reprise de la guerre
Le roi parthe Vologèse Ier est furieux car son frère Tiridate Ier d'Arménie a été évincé du trône arménien qu'il considère comme un État vassal de l'Empire parthe, alors que les Romains revendiquent cette suzeraineté depuis Tigrane II. Avec l'aide des rois de Cappadoce, de Sophène, d'Émèse et d'Arménie Mineure (Nicopolis et Satala), le général romain Corbulon est parvenu à installer sur le trône du royaume d'Arménie, le candidat des Romains Tigrane VI. Mais Vologèse hésite à restaurer son frère alors qu'il est engagé dans un conflit avec des Hyrcaniens en révolte. L'occasion va lui être donnée par Tigrane qui, en 61 envahit le nord de l'Adiabène. Son roi Monobaze II, théoriquement vassal de l'Arménie, mais en fait indépendant, demande le concours des Parthes pour se venger. Vologèse considère cet acte comme une agression romaine et lance une campagne visant à restaurer Tiridate sur le trône arménien. Il place sous le commandement de Monesès ou de Monobaze une force bien disciplinée de cataphractaires ainsi que des auxiliaires adiabènes, avec pour mission de chasser Tigrane d'Arménie. En ayant été informé, Corbulo envoie deux légions sous le commandement de Verulanus Severus et de Vettius Bolanus prêter main-forte à Tigrane. Il envoie également un message à Néron, lui enjoignant d'envoyer un second commandant pour défendre l'Arménie, considérant que la Syrie est à présent tout autant en danger. Corbulo dispose le reste des légions sur les rives de l'Euphrate et arme des troupes irrégulières dans les provinces adjacentes. Voyant que les forces partho-adiabéniennes piétinent devant les murs de Tigranocerte, Corbulon tente sa chance : il envoie un centurion du nom de Casperius au camp de Vologèse à Nisibe, à 60 km au sud de Tigranocerte, avec pour mission de demander la levée du siège. En raison d'une récente tempête de sauterelles et du manque de fourrage de ses chevaux, Vologèse accepte mais fixe ses exigences pour qu'une paix durable soit instaurée.
Rome décline l'offre de Vologèse Ier qui en échange de la paix demandait que les troupes romaines et parthes soient retirées, que Tigrane soit détrôné et que son frère cadet, Tiridate soit reconnu roi. Néron envoie Lucius Caesennius Paetus, gouverneur de Cappadoce, placer l'Arménie sous administration directe de Rome,,. Paetus se révèle toutefois piètre commandant et essuie une défaite humiliante lors de la bataille de Rhandeia en 62.

## La bataille de Rhandeia

Le roi d'Arménie Tigrane VI attaque l'Adiabène, théoriquement vassale de l'Arménie, en 61. Monobaze II le roi d'Adiabène obtient le soutien des Parthes pour attaquer Tigranocerte (62). En échange de la levée du siège, Corbulon (légat romain) et Vologèse Ier (roi Parthe), s'engagent à retirer leurs troupes d'Arménie et Néron recevra l'hommage de Tiridate par la suite. Toutefois cet accord n'est pas accepté par l'empereur qui envoie Paetius avec l'ordre de reprendre la guerre. Paetius ravage le territoire arménien, mais au moment de la retraite, il se laisse enfermer dans Rhandeia (62). La situation devient rapidement intenable et Paetius capitule, malgré l'avance des forces de Corbulon.

Rome ordonne à Lucius Caesennius Paetus d'attaquer les Parthes, celui-ci traverse l'Euphrate et passe en Arménie avec la XII Fulminata commandée par Calvisius Sabinus et la IIII Scythica commandée par Funisulanus Vettonianus, ainsi qu'avec une vexillation de la légion V Macédonica. Il y effectue quelques ravages, mais lors de son retour, le légat de Cappadoce est encerclé dans la ville de Rhandeia, avec ses deux légions qui seront quasiment anéanties.  La situation semble très difficile pour Paetus, car les archers sont en mesure de cibler la partie intérieure de la cité, tandis que la présence des cataphractaires ennemis empêche toute sortie. Corbulon, conscient du danger ne se met pas en route immédiatement au point d'être critiqué de le faire intentionnellement. Quand l'appel au secours arrive, il part avec la moitié de ses troupes syriennes et regroupe sur son chemin les troupes dispersées de Paetus en train de fuir. Mais il ne peut empêcher la capitulation de Paetus. Le traité qu'il signe est humiliant pour Rome qui doit abandonner tout le territoire et ses troupes sont forcées de faire un triomphe au roi parthe Vologèse Ier.
Les deux forces romaines se rejoignent sur les rives de l'Euphrate, près de Mélitène, au milieu des accusations réciproques. Corbulon refuse de relancer une campagne en Arménie expliquant qu'il n'en a pas le mandat et que l'armée est en trop mauvaise condition. Lucius Caesennius Paetus retourne alors en Cappadoce.

## Reprise de la guerre
Rome, en fait, ne semblait pas au courant des événements. Tacite note avec aigreur que par décret du Sénat « des trophées pour la guerre parthe et des arches [ont été] dressés sur le Capitole ». Quelles qu'aient été les illusions des dirigeants romains, elles furent dissipées par l'arrivée de la délégation parthe au printemps 63. Leurs requêtes ainsi que les déclarations de l'escorte romaine firent comprendre à Néron et au Sénat ce que Paetus avait caché dans ses rapports et donc l'ampleur du désastre. C'est ainsi que Néron apprend qu'il n'y a plus de troupe romaine en Arménie.
Les Romains décidèrent qu'il valait mieux « accepter une guerre dangereuse qu'une paix humiliante »; Paetus fut rappelé et le commandement des troupes fut alors à nouveau confié à Corbulon. Il prenait la tête de la campagne d'Arménie, avec « extraordinaire imperium » qui le plaçait au-dessus de tous les autres gouverneurs et clients en Orient. Son poste de gouverneur de Syrie fut transmis à  Gaius Cestius Gallus.
Corbulo réorganisa ses forces, renvoyant les troupes défaites et humiliées de la IV Scythica et de la XII Fulminata en Syrie, laissant la X Fretensis en garnison en Cappadoce, et prenant la tête des légions de vétérans III Gallica et VI Ferrata à Melitene, où l'armée d'invasion devait se rassembler. Il y ajouta la V Macedonica, qui avait hiverné au Pont sans être touchée par la défaite, et les troupes fraîches de la XV Apollinaris, ainsi qu'un grand nombre d'auxiliaires et contingents des clients. En 63, à la tête de cette armée puissante, il traverse l'Euphrate et suit la route ouverte cent ans auparavant par Lucullus. Il fait entrer une forte armée en Mélitène et par-delà en Arménie, éliminant tous les gouverneurs régionaux soupçonnés d'être pro-parthes. Toutefois, les deux Arsacides, Tiridate et Vologèse refusèrent le choc frontal, de sorte qu'aucune décision ne put être obtenue par cette campagne. Les armées arsacides sont intactes.

## La rencontre de Rhandeia

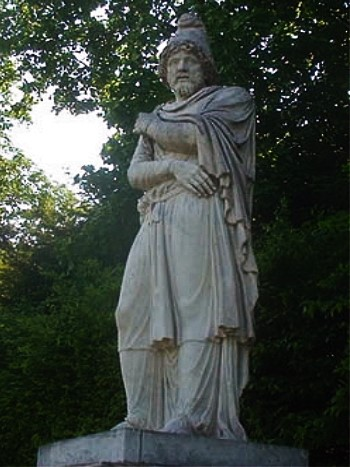
Statue de Tiridate Ier d’Arménie par André, dans les jardins du château de Versailles (rampe nord).

Corbulon et Tiridate se rencontrent enfin à Rhandeia et commencent des pourparlers de paix. À son arrivée au camp romain, Tiridate retire son diadème royal et le dépose sur le sol, à proximité d'une statue de Néron, acceptant de ne le reprendre que de la main de l'empereur à Rome, à la demande même des Romains. Tiridate est reconnu roi vassal d'Arménie, une garnison romaine s'installe de manière permanente en Sophène, et Rome aidera à la reconstruction d'Artaxata. Cependant, même si les deux armées quittaient l'Arménie, elle restaient de facto sous contrôle Parthe. Corbulon charge son beau-fils Annius Vinicianus d'accompagner Tiridate à Rome et de témoigner de sa propre fidélité envers Néron
La paix est conclue à Rhandeia entre les Parthes et l'Empire romain en l'an 63,, avec pour garant le roi Monobaze II d'Adiabène. Elle accordait que l'Arsacide Tiridate, frère cadet du roi parthe Vologèse Ier, resterait sur le trône arménien, mais comme client des Romains. Ses successeurs seront des princes parthes, mais leur accession au trône devra recevoir l’assentiment de Rome, faisant d’eux des vassaux à la fois des Romains et des Parthes.

## Le voyage de Tiridate vers Rome
Pour matérialiser cette vassalité un peu théorique, le nouveau roi d'Arménie Tiridate traverse l'Empire romain de l'Euphrate jusqu'à Rome pour y être couronné par Néron (en 66), « amenant comme otages trois de ses neveux ainsi que les enfants de son vassal Monobaze d'Adiabène,. » Il est escorté par Tiberius Julius Alexander (le neveu de Philon d'Alexandrie) et par le gendre de Corbulon, Annius Vinicianus. Durant son long voyage pour la Ville éternelle, il est accompagné par sa famille et une imposante suite, comprenant de nombreux vassaux et 3 000 cavaliers. Sa route passe par la Thrace, l'Illyrie, sur les côtes orientales de la mer Adriatique, et le Picenum, au Nord-Est de l'Italie. Le voyage dure neuf mois, Tiridate l'effectuant à cheval, ses enfants et la reine à ses côtés ; les autres enfants de Vologèse, Monobaze and Pacorus, l'accompagnent également. Fait notable, le voyage ne peut être maritime en raison des interdits liés à la fonction de mage de Tiridate. Dion Cassius raconte :

« Tiridate vint à Rome, amenant avec lui non seulement ses enfants, mais aussi ceux de Vologèse, de Pacorus et de Monobaze ; leur marche à travers tout le pays depuis l'Euphrate fut une sorte de marche triomphale. »

Plusieurs sources romaines contemporaines indiquent que pour la population romaine, Néron a cédé de facto l'Arménie aux Parthes.
Le séjour de Tiridate à Rome est resplendissant, Néron fait donner des jeux à Puteolis (Pouzzoles), en l'honneur de son invité. L'empereur accueille Tiridate à Neapolis (Naples) en octobre, lui envoyant un char officiel pour les derniers kilomètres. Reflétant les sources de l'époque, Dion Cassius vante la « figure remarquable en raison de sa jeunesse, de sa beauté, de son ascendance, et de son intelligence » de Tiridate, ainsi que sa force et son habileté au tir à l'arc.

## La remise du diadème royal
Le point culminant des cérémonies se produit dans la capitale. Rome est copieusement décorée de drapeaux, de torches, de guirlandes et d'étendards, et est illuminée de nuit par de nombreuses personnes. Le jour de l'arrivée de Tiridate, Néron descend sur le Forum revêtu d'habits de triomphe et entouré de dignitaires et de soldats, tous resplendissants dans des atours coûteux et des armures scintillantes. Alors que Néron s'assied sur le trône impérial, Tiridate et sa suite s'avancent entre deux rangées de soldats. Arrivé devant le dais, Tiridate s'agenouille, les mains sur sa poitrine. Une fois le silence revenu, il s'adresse à l'empereur : 

« Ô maître, descendant d’Arsace et frère des rois Vologèse et Pacorus, je me reconnais ton esclave. Et je suis venu à toi, ô mon dieu, pour t’adorer tout comme j’adore Mithra. La destinée que tu as filée pour moi sera mienne, car tu seras ma Fortune et mon Destin. »

Ce à quoi Néron répond : 

« Oui, tu as bien fait de venir à moi en personne ; c’est dans une telle rencontre face à face que je peux répandre ma grâce sur toi. Car ce que ni ton père ni tes frères ne t’ont légué ou donné, moi je t’en fais le don. Je te proclame roi d’Arménie, afin que toi et les tiens comprennent que j’ai la puissance de reprendre les royaumes tout comme j’ai celle de les donner. »

Tiridate gravit alors les marches de la plate-forme et met genou en terre, tandis que Néron pose le diadème royal sur sa tête, le relève, l'embrasse et le fait asseoir à ses côtés, sur un siège plus bas. Entretemps, la foule acclame les souverains alors qu'un préteur lui traduit les mots de Tiridate, qui s'est exprimé en grec. Selon Pline l'Ancien, Tiridate entretient Néron des cérémonies des mages (magicis cenis). Tacite mentionne également que le monarque arménien s'intéresse aux coutumes romaines.
Selon Dion Cassius, Tiridate est étonné et dégoûté par l'arrogance et le comportement de l'empereur, ce qu'il confie à Corbulon, qu'il dit admirer, utilisant probablement la flatterie pour ses visées politiques.

## Les suites immédiates de la paix
Lorsqu'il repart pour l'Arménie, Tiridate emmène avec lui un grand nombre d'architectes et d'artisans pour la reconstruction d'Artaxata, en application des accords de Rhandeia. Il renomme la ville : Neronia en l'honneur de l'empereur,
La paix et les festivités qui l'accompagne est tout de même une victoire politique importante pour Néron, l'autorité de Rome sur l'Arménie étant partiellement préservée. Surtout, son dividende immédiat est que Rome peut reporter toute son attention sur les problèmes croissants de la Judée, qui est en effervescence depuis plusieurs années et où les politiques des procurateurs romains, la montée des Zélotes dont certains groupes retirés « au désert » ont littéralement fait sécession et où la récente décision de Néron de reconnaître aux habitants grecs l'autorité sur la ville de Césarée, niant les droits des habitants juifs, va déboucher sur la première guerre judéo-romaine cette même année 66. Plusieurs légions sont déplacées de Syrie en Judée, ce qui n'aurait pas été possible si le conflit avec les Parthes avait subsisté. Dans ce conflit, les Romains trouveront à nouveau face à eux le roi Monobaze d'Adiabène, dont la famille s'était converti au judaïsme dans les années 30. L'Adiabène est le seul royaume qui a soutenu les révoltés juifs.
Tiridate est en outre mage zoroastrien, accompagné notamment d’autres mages lors de son séjour à Rome. Au début du XXe siècle, certains ont considéré qu’il aurait joué un rôle dans le développement du culte de Mithra, vu comme la version romanisée du zoroastrisme, notamment au cours de cette visite, mais aussi par les otages laissés sur place. Cette théorie a depuis lors largement été réfutée.

## Le prétexte de la guerre pour Trajan
L'empereur Trajan engage une campagne contre les Parthes à partir d'octobre 113. Il prend comme prétexte le viol du traité de Rhandeia (63), datant de Néron. En 109/110, le roi des Parthes meurt : son successeur Khosrô Ier de Parthie a placé à la tête du royaume d'Arménie, Parthamasiris, sans avoir l'agrément des Romains. En réalité, Trajan se voit en nouvel Alexandre le Grand et veut s'emparer de la Perse (alors contrôlée par les Parthes), voire poursuivre jusqu'en Bactriane ou en Inde.
En 114, l'Arménie est prise. Parthamasiris s'enfuit et la transformation de son royaume en province est prévue. Puis Trajan opère en Mésopotamie en 114/115. En 116, l'Adiabène et la Babylonie sont conquises. Avec deux armées, Trajan atteint le littoral du golfe Persique.
La victoire est cependant de courte durée : le pays s'avère très difficile à tenir et les révoltes se multiplient dans les régions nouvellement conquises, notamment au sein des populations juives. Une grave insurrection judéo-parthe éclate un peu partout à travers le pays. Le général Lusius Quietus est alors chargé de la réprimer, ce qu'il fait en peu de temps avec une dureté qui marque singulièrement les esprits du temps, pourtant accoutumés à la violence guerrière.